# Heighington, Lincolnshire
Heighington är en ort och civil parish i Storbritannien.   Den ligger i grevskapet Lincolnshire och riksdelen England, i den sydöstra delen av landet, 190 km norr om huvudstaden London. Heighington ligger 16 meter över havet och antalet invånare är 6 414.
Terrängen runt Heighington är platt. Runt Heighington är det ganska tätbefolkat, med 108 invånare per kvadratkilometer. Närmaste större samhälle är Lincoln, 5,5 km väster om Heighington. Trakten runt Heighington består till största delen av jordbruksmark.